# L'appuntamento (Picasso)
L'appuntamento è dipinto a pastello su carta (53x56 cm) realizzato nel 1900 dal pittore spagnolo Pablo Picasso, conservato nel Museo Puškin di Mosca.

## Storia e descrizione
Nel settembre 1909 il diciottenne Picasso si trovava già a Parigi, guardandosi attorno alla ricerca di soggetti e temi della vita quotidiana che gli permettessero di sperimentare nuove strade artistiche.
L'appuntamento mostra un soggetto tipicamente tratto dalla vita notturna e bohémien parigina, con una coppia che si abbraccia e si bacia in piedi in una mansarda in penombra, forse una chambre de bonne, davanti a un letto che fa immaginare un seguente incontro amoromoso. Poco è rivelato allo sguardo dello spettatore: i volti dei protagonisti sono nascosti dal loro abbraccio. Tuttavia è evidente il contrasto tra l'esilità molle ma sinuosa della donna, e la stretta forte e solida dell'uomo, la cui figura è composta da ombreggiature più forti e da linee più dritte (si noti la massiccia forma squadrata delle gambe).
Colpisce nel piccolo dipinto la composizione asimmetrica ma sapientemente, col contrasto tra lo sfondo e la figura maschile fatta di colori prevalentementre blu e verdi freddi, e la figura femminile, impostata su tonalità calde del rosso e sullo squillante bianco della sottoveste. Le pennellate sono ben visibili e formano un andamento sinuoso legato alle forme delle figure e degli oggetti: è assai probabile che Picasso fosse stato influenzato dalle litografie di Edvard Munch, importate da uno dei frequentatori del caffè barcellonese Els Quatre Gats, luogo che Picasso frequentava abitualmente per confrontarsi con altri artisti, esporre le proprie opere e discutere delle nuove tendenze artistiche.